# Gilbert Kaplan
Gilbert Edmund Kaplan (Nova York, 3 de març de 1941-1 de gener de 2016) va ser un empresari, periodista i director d'orquestra estatunidenc.
Va fundar la revista Institutional Investor en 1967. Va ser editor de la revista fins al 1990, i editor principal durant dos anys més, encara que la va vendre en 1984. The New York Times va informar: "El preu no va ser revelat, però es va rumorejar que va ser al voltant de 75 milions $US. Més tard: "llavors, es va concentrar en la realització, la contractació del Avery Fisher Hall de Nova York per al seu debut en 1982. Va establir la Fundació Kaplan, que es dedica a l'erudició i la promoció de la música de Gustav Mahler. Després de la investigació personal,va fer gravar dues vegades la Segona Simfonia de Mahler («Resurrecció»): amb l'Orquestra Simfònica de Londres en 1987, i amb la Filharmònica de Viena en 2002. Anthony Holden va escriure de l'enregistrament 2002: "Això no és només un enregistrament històric, indispensable per als col·leccionistes seriosos; és fer música increïble que tindrà mahlerians en èxtasi ".
Kaplan era el germà menor del difunt Joseph Brooks, compositor guanyador de l'Oscar que va ser trobat mort al seu apartament de Nova York el 22 de maig de 2011, en un aparent suïcidi, que es trobava sota l'acusació penal per múltiples càrrecs d'agressió sexual i violació. Va morir a causa d'un càncer que li afligia, l'1 de gener de 2016 als 74 anys.